# Нумерій Фабій Вібулан
Нуме́рій Фа́бій Вібула́н (лат. Numerius Fabius Vibulanus; V століття до н. е.) — політичний, державний і військовий діяч Римської республіки, консул 421 року до н. е., військовий трибун з консульською владою 415 і 407 років до н. е.

## Біографічні відомості
Походив з патриціанського роду Фабіїв. Був сином Квінта Фабія Вібулана, тричі консула 467, 465 та 459 років, який залишився чи не єдиним живим представником роду Фабіїв після нищівної битви при Кремері 477 року до н. е., коли загинуло 330 представників цього роду. Брати Нумерія Фабія — Квінт Фабій Вібулан Амбуст та Марк Фабій Вібулан були консулами та військовими трибунами з консульською владою.
421 року до н. е. Нумерія Фабія було обрано консулом разом із Тітом Квінкцієм Капітоліном Барбатом. Нумерію Фабію випало за жеребом вести військові дії проти еквів, однак останні з позором відступили. Через це йому не надали тріумф, а лише овацію. 
415 року до н. е. Нумерія Фабія було обрано військовим трибуном з консульською владою разом із Публієм Корнелієм Коссом, Гаєм Валерієм Потітом Волузом і Квінтом Квінкцієм Цинціннатом. Того року проводили незначні військові дії проти міста Боли. 
407 року до н. е. Нумерія Фабія вдруге було обрано військовим трибуном з консульською владою разом Гаєм Валерієм Потітом Волузом, Луцієм Фурієм Медулліном і Гаєм Сервілієм Структом Агалою. Римські війська, керовані цими трибунами, не надали своєчасну допомогу місту Верругіна, через що вольски змогли захопити місто і вбити його захисників. Про подальшу долю Нумерія Фабія відомостей не збереглося.